# Венегоно-Супериоре
Венегоно-Супериоре (итал. Venegono Superiore) — коммуна в Италии, располагается в провинции Варесе области Ломбардия.
Население составляет 6809 человек (на 2004 г.), плотность населения составляет 1123 чел./км². Занимает площадь 6 км². Почтовый индекс — 21040. Телефонный код — 0331.
Покровителем коммуны почитается святой Георгий, празднование 23 апреля.